# Peumo
Peumo este un oraș și comună din provincia Cachapoal, regiunea O'Higgins, Chile, cu o populație de 14.112 locuitori (2012) și o suprafață de 153,1 km2.